# Ismael Zambada García
Ismael Mario Zambada García (El Álamo, 1 de janeiro de 1948), comumente conhecido por seu pseudônimo El Mayo, é um ex-traficante mexicano e líder da organização criminosa Cartel de Sinaloa. Antes de assumir a liderança de todo o cartel, ele supostamente serviu como coordenador logístico da facção Zambada García, que supervisionou o tráfico de cocaína e heroína para Chicago e outras cidades dos Estados Unidos por meio de aeronaves, narcossubmarino, navios porta-contêineres, lancha, embarcações de pesca, ônibus, vagões ferroviários, tratores com reboque e automóveis.
Até sua prisão em julho de 2024, ele nunca havia sido preso. Ele foi preso em El Paso, Texas, Estados Unidos, e relatado como estando sob custódia dos Estados Unidos em 25 de julho de 2024.

## Juventude
El Mayo nasceu em 1º de janeiro de 1948, em uma comunidade chamada El Álamo, na capital do estado de Sinaloa, em Culiacán, no México; começou sua vida como fazendeiro em um estado coberto de plantações ilícitas de papoula e maconha; começou a traficar drogas quando tinha 16 anos. No início de sua carreira criminosa, ele também trabalhou como assassino de aluguel em Ciudad Juárez.

## Carreira criminal
Iniciou sua carreira no tráfico de drogas na década de 1970, no Cartel de Guadalajara, organização dirigida por Miguel Ángel Félix Gallardo, Ernesto Fonseca Carrillo e Rafael Caro Quintero. Logo começou a trabalhar para o  Cartel de Juárez da família Carrillo Fuentes, mantendo ao mesmo tempo laços independentes com fornecedores colombianos de cocaína.
Em 1989, quando o traficante mexicano Miguel Ángel Félix Gallardo foi preso, sua organização se dividiu em duas facções opostas: o Cartel de Tijuana cuja liderança foi herdada por seus sobrinhos e herdeiros, os irmãos Arellano Félix, e o Cartel de Sinaloa cuja liderança coube aos ex-tenentes Héctor Luis Palma Salazar, Adrián Gómez González, Ismael Zambada García, Ignacio Coronel Villarreal e Joaquín Guzmán (El Chapo). Os traficantes do Cartel de Sinaloa atuavam nos estados de Sinaloa, Durango, Chihuahua, Sonora, Nuevo León e Nayarit.
Desde 1998, Zambada é procurado pela Procuradoria-Geral do México, que emitiu recompensas totalizando US$ 2,8 milhões por ele e outros cinco líderes do Cartel de Juárez.
Em 2006, o governo do presidente Felipe Calderón lançou uma ofensiva contra as redes de tráfico de drogas do México. O Cartel de Tijuana, o maior e mais sofisticado dos cartéis mexicanos na época, recebeu o peso dos golpes. Aproveitando a pressão exercida sobre o Cartel de Tijuana, outros chefes do tráfico, mais notavelmente Ismael Zambada e Joaquín Guzmán, começaram a invadir fortalezas no noroeste do México, levando a uma guerra em larga escala.

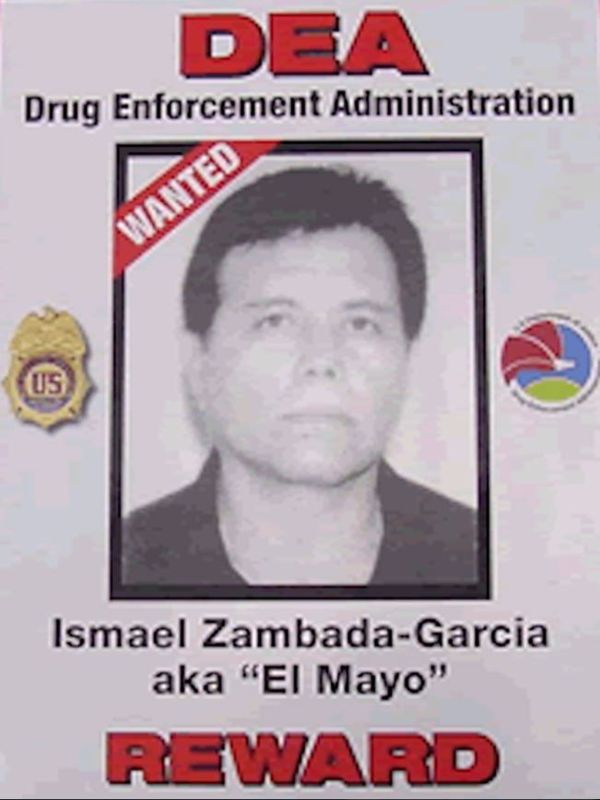
Cartaz de procurado de Zambada nos anos 2000

A organização de Zambada, o Cartel de Sinaloa, recebe grandes quantidades de cocaína, principalmente por via marítima, de fontes colombianas. Ele usa uma variedade de métodos, incluindo aviões, caminhões, carros, barcos e túneis para transportar a cocaína para os Estados Unidos. Membros do cartel contrabandeiam a cocaína para células de distribuição no Arizona, Atlanta, Califórnia, Illinois e Nova York. O Cartel atua principalmente nos estados de Sinaloa e Durango, com influência em grande parte da costa do Pacífico do México, bem como em Cancún, Quintana Roo, Sonora e Nuevo León.
Em 2007, Zambada foi destaque no America's Most Wanted, e o FBI ofereceu até US$ 5 milhões por informações que levassem à sua captura.
Em 2011, acreditou-se que Zambada pudesse ter feito uma cirurgia plástica e se disfarçado para se deslocar pelo México.
Zambada liderou o Cartel de Sinaloa em parceria com Joaquín El Chapo Guzmán até 2016, quando El Chapo foi capturado. Desde 2016, acredita-se que Zambada assumiu o comando total do Cartel de Sinaloa e é o mais duradouro e poderoso traficante do México. Em 2019, seu filho, Vicente Zambada Niebla, testemunhou contra El Chapo e relatou o envio de toneladas de drogas por seu pai, dizendo "que o orçamento de suborno de seu pai costumava chegar a US$ 1 milhão por mês, com subornos indo para muitos altos funcionários públicos mexicanos".
Em 2015, o então chefe de operações da DEA, Jack Riley, afirmou que El Mayo era o traficante de drogas mais poderoso. “Acredito que a organização que ele formou é a mais sólida que existe porque perdurou na história do tráfico internacional de drogas”, observou.

## Prisão
Após escapar da captura por cerca de 35 anos, El Mayo foi preso em 2024. Em 25 de julho de 2024, Zambada e Joaquín Guzmán López, filho de El Chapo, foram presos nos Estados Unidos num campo de aviação privado em El Paso, Texas. Zambada teria sido atraído por Guzmán sob falsos pretextos de querer comprar uma propriedade no México, o que levou à sua prisão. No entanto, ambos foram presos e devem ser julgados nos Estados Unidos.

## Julgamento
Em 13 de setembro de 2024, ele teve sua primeira audiência em um tribunal de Nova York, na corte de Brooklyn (a mesma onde foram condenados El Chapo e Genaro García Luna), na qual se declarou "inocente" dos crimes de tráfico de drogas, posse ilegal de armas e iniciativa criminosa.
A audiência seguinte de Zambada ocorreu em 15 de janeiro de 2025. Durante a audiência, o juiz Brian Cogan permitiu que Zambada mantivesse seu advogado, Frank Perez, apesar do conflito sobre a representação de Perez do filho de El Mayo, Vicente Zambada Niebla, que está cooperando com o governo e que provavelmente será chamado para testemunhar contra seu pai.
Zambada apresentou uma petição ao governo mexicano solicitando extradição para o país para enfrentar julgamento lá e uma intervenção para descartar qualquer pena de morte. "Ninguém está defendendo essa pessoa" e "Além da pessoa e seus crimes, a questão é como ele foi detido", disse a presidente Claudia Sheinbaum sobre a revisão da petição. O governo mexicano também está investigando qualquer pessoa envolvida na entrega de um cidadão mexicano a agentes estrangeiros para ser acusada de traição.

## Vida pessoal
Zambada é casado com Rosario Niebla Cardoza. Ele tem quatro filhos e quatro filhas. Sua esposa e filhos, Serafín Zambada Ortiz (também conhecido como "El Sera", preso e libertado em 2018), e Ismael Zambada Imperial (também conhecido como "El Mayito gordo", condenado), assim como suas quatro filhas, María Teresa, Midiam Patricia, Mónica del Rosario e Modesta, tiveram um papel ativo na distribuição de narcóticos e na lavagem de dinheiro. Em 18 de março de 2009, seu filho Vicente Zambada Niebla foi preso pelo Exército Mexicano. Seu outro filho, Ismael "Mayito" Zambada Jr., foi procurado por conspiração para distribuir uma substância controlada nos Estados Unidos.
Em 20 de outubro de 2010, alguns de seus parentes foram presos na Cidade do México sob acusações de tráfico de drogas: o irmão de Ismael, Jesus "El Patrón" Zambada, junto com o filho e o sobrinho de Ismael.
Em 18 de junho de 2014, seu genro, Juan Gabriel González Ibarra, marido de Midiam Patricia, morreu após sofrer um choque elétrico em sua casa em Culiacán.
Em junho de 2020, o ex-agente da DEA Mike Vigil revelou que Zambada estava "doente com diabetes".
Em setembro de 2020, extraoficialmente, vazaram fotos de Dwayne Zambada, suposto neto de Zambada, e de sua suposta participação no Cartel de Sinaloa, a qual afirmam ser peça importante dentro da organização criminosa.

## Cultura popular
"Don Ismael", personagem inspirado em Zambada, foi destaque na série de televisão El Chapo de 2017.